# Burg Endenich
Die Burg Endenich im Bonner Ortsteil Endenich geht bis ins Mittelalter zurück. Heute steht nur noch die Vorburg. Sie steht als Baudenkmal unter Denkmalschutz.

## Lage
Die Burg liegt in der Mitte Endenichs. In der Nähe fließt der Endenicher Bach, mit dem früher der Burggraben verbunden war. Die an der Burg vorbeiführende Straße wurde früher „Baachjass“ genannt. Heute heißt diese Straße Am Burggraben. Die Burg hat die Hausnummer 18.

## Geschichte
Erstmals wurden um 1200 zwei in der Burg Endenich ansässige Ritter urkundlich erwähnt. Man vermutet, dass die Burg auf ein 1135 vom Cassius-Stift erworbenes Gut zurückgeht, dies ist jedoch nicht mehr nachweisbar. Ende des 15. Jahrhunderts ging die Burg von den Rittern von Endenich auf deren Nachfahren vam Huys (von Haus) über. 1616 heiratete die Tochter des Burgbesitzers den kölnischen Freiherrn Engelhard von Weichs aus Rösberg, in dessen Besitz die Burg ab 1619 gelangte. Die Hauptburg wurde spätestens im Pfälzischen Erbfolgekrieg (1688–1697), eventuell auch schon früher, zerstört.
1690 wurde sie an den kurkölnischen Hofkammerdirektor Johann Heinrich von Lapp verkauft, dadurch auch Lappenburg genannt. Jedoch starb dieser 1710 und sein einziger Sohn Joseph Clemens von Lapp, geboren 1698, erbte die Burg, die er dank des Wohlstands seiner Frau Maria Catharina Canto sanieren und ausbauen ließ. Die Familie von Lapp bewohnte die Burg bis 1812, als sie sie an den Legationsrat Karl Wilhelm Nose verkaufte.
1830 erwarb sie der Landrat Ludwig Eberhard von Hymmen. Die Endenicher Burg blieb durch Vererbung 132 Jahre im Besitz der Familie von Hymmen, bis sie 1962 für nur 400.000 Deutsche Mark an die Stadt Bonn verkauft wurde und bis heute Eigentum der Stadt ist.

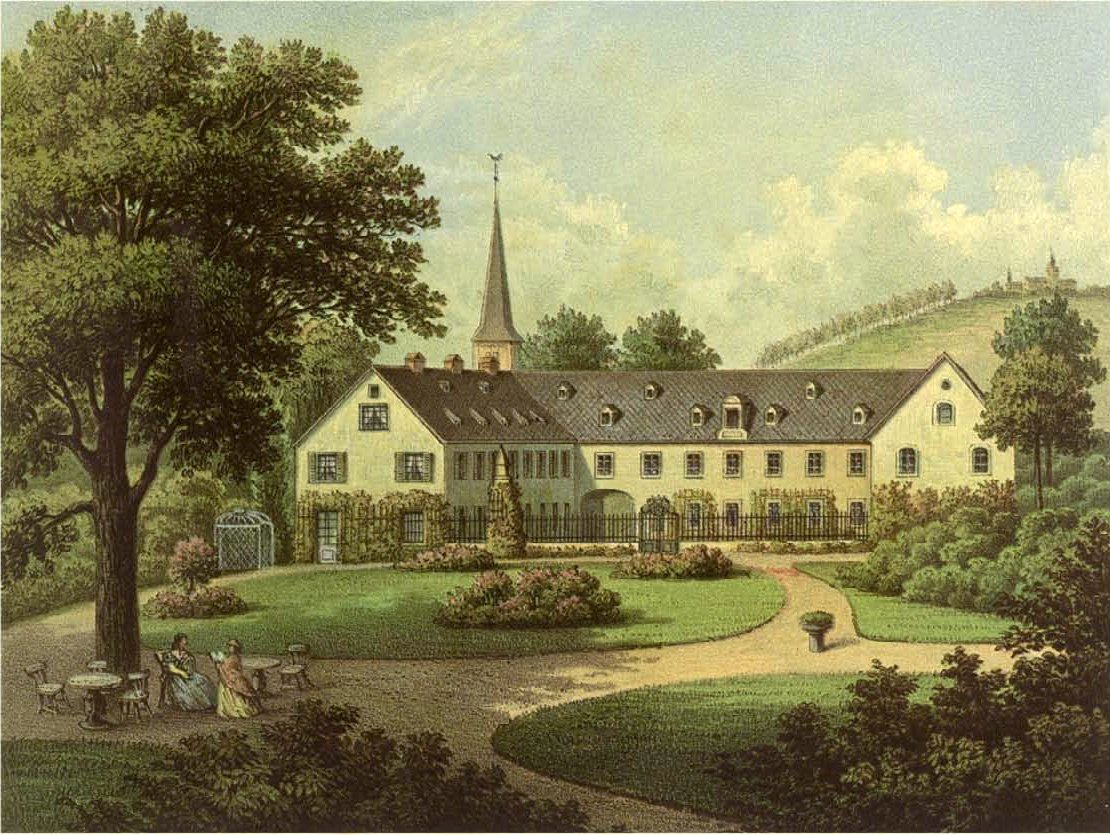
Burg Endenich Alexander Duncker (Sammlung, um 1867)
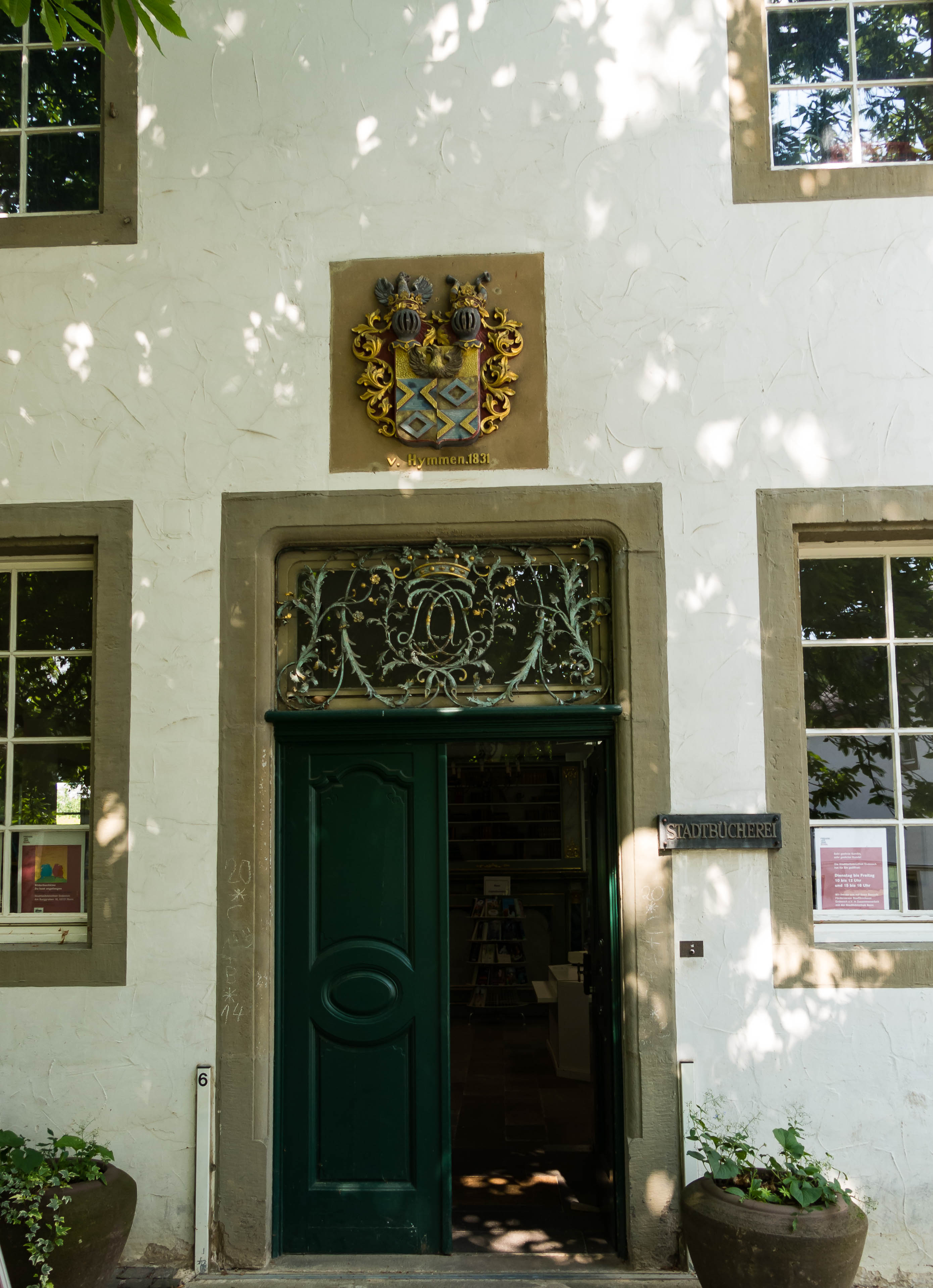
Portal mit (fehlerhaften) Hymmen-Wappen
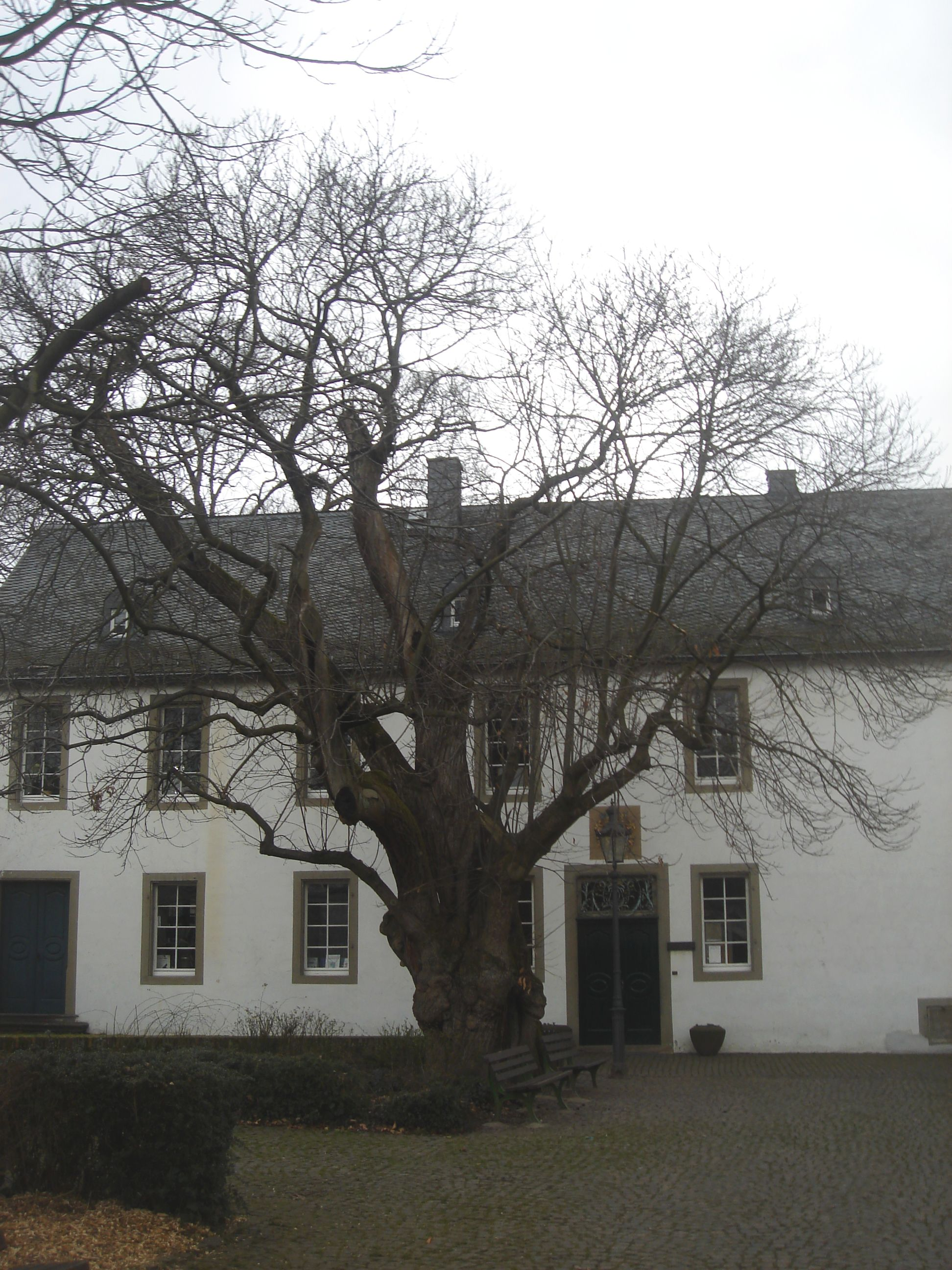
Innenhof mit Kastanie

Am 4. Dezember 2006 wurde die Endenicher Burg in die Denkmalliste der Stadt Bonn eingetragen.

## Heutige Nutzung
Teile des ehemaligen Burggrundstückes gehören heute zur Karl-Simrock-Hauptschule und einer öffentlichen Sport- und Parkanlage. Im Herrenhaus sind eine Zweigstelle der Stadtbücherei und ein Veranstaltungsraum für Vereine untergebracht. Der Straßenflügel beherbergt die Löscheinheit 14 – Endenich der Freiwilligen Feuerwehr und eine Seniorenbegegnungstätte. Seit 1995 kümmert sich der Trägerverein Endenicher Burg e. V. (TEB) um die Nutzung der Endenicher Burg für die Endenicher Vereine. Weiterhin erwirkte der Trägerverein die Eintragung als Baudenkmal, die im Dezember 2006 von der Unteren Denkmalbehörde genehmigt wurde.
Im Innenhof der Burg steht eine über 130 Jahre alte Esskastanie, deren Stammumfang über 4 Meter beträgt. Zusammen mit acht anderen Bäumen im Park stellt sie ein eingetragenes Naturdenkmal dar.